# Відбитоголові
«Відбитоголові» (англ. Crazyhead) — британський комедійний хорор-телесеріал, створений автором «Покидьків» Говардом Оверманом, який також виступив виконавчим продюсером шоу спільно з компанією Urban Myth Films. Телесеріал був знятий в Брістолі. Серіал є продуктом спільного виробництва Channel 4 і Netflix.
Прем'єра шестисерійного телесеріалу відбулася на телеканалі E4 19 жовтня 2016 року у Великій Британії, а для міжнародної аудиторії шоу стало доступно для перегляду онлайн на Netflix 16 грудня 2016 року.

## Уролях
- Кара Теоболд — Емі, нещаслива працівниця боулінг-клубу, яка є володаркою рідкісного дару «провидця» — людина, здатна бачити демонів, котрі переховуються серед людей.
- Сьюзен Уокома — Ракель, соціально незручна, мисливиця на демонів і подруга Емі.
- Ріенн Стіл — Сюзанна, краща подруга Емі, яка стає демоном.
- Льюїс Рівз — Джейк, кращий друг Емі зі школи і її колега, у якого є очевидні почуття до Еми, які не є взаємними.
- Арінзе Кін — Тайлер, брат Ракель, який захоплений Емі (взаємно); він нічого не знає про здібності «провидця» і про її полювання на демонів.
- Тоні Каррен — Каллума, могутній демон, який ховається під личиною психіатра Ракель.
- Лу Корфілд — Мерсі, демон, який прийняв обличчя матері одиночки, щоб допомагати Каллуму в його плані; вбила батька Ракель.

## Відгуки
Телесеріал отримав в основному позитивні відгуки.